# Annegret Derleder
Annegret Derleder (geboren 7. September 1938) ist eine deutsche Juristin und ehemalige Richterin.

## Beruflicher Werdegang
Ab Juli 1979 war Annegret Derleder Richterin am Oberlandesgericht Bremen. Am 1. Oktober 1993 wurde sie dessen Vizepräsidentin.
Insgesamt war die Juristin elf Jahre lang stellvertretendes Mitglied am Staatsgerichtshof der Freien Hansestadt Bremen: Im Februar 1992 wurde sie für die Amtsperiode 1992 bis 1995 zum stellvertretenden Mitglied gewählt. Am 7. September 1995 wurde sie in dieser Funktion für die Amtszeit 1995 bis 1999 wiedergewählt. Am 20. Oktober 1999 wurde sie von der Bürgerschaft zur 1. Stellvertreterin von Jörg Bewersdorf, Präsident des Staatsgerichtshofs, erneut gewählt. Diese Amtsperiode endete 2003.

## Ämter und Mitgliedschaften
- 2008: Mitglied der Ethikkommission der Ärztekammer Bremen[3]

## Publikationen (Auswahl)
- Annegret Derleder, Peter Derleder: Kinderbetreuung und Kindesunterhalt. In: FamRZ, 1977, S. 587–594
- Annegret Derleder, Peter Derleder: Persönliche Betreuung und Barunterhalt gegenüber Kindern. In: NJW, 1978, 1129–1134
- Annegret Derleder, Peter Derleder: Privater Unterhalt und staatliche Sozialleistungen. In: DAVorm, 1984, 99–118
- Annegret Derleder: Arzthaftung und Unterhaltsschadenshöhe. In: Andreas Heldrich, Peter Schlechtriem, Eike Schmidts (Hrsg.): Recht im Spannungsfeld von Theorie und Praxis. Festschrift für Helmut Heinrichs zum 70. Geburtstag. 1998, S. 141–154